# 長安寺 (足立区)
長安寺（ちょうあんじ）は、東京都足立区にある浄土真宗本願寺派の寺院。

## 歴史
1600年頃、釈宗保によって開山された。開山に関する詳細な経緯は、火災のため不明となっている。江戸時代初期に、本山の西本願寺が築地本願寺を建立すると、その寺中に入った。その後昭和初期までは、築地本願寺とともに歴史を歩んだ。
1923年（大正12年）の関東大震災で焼失し、昭和初期に築地本願寺から分かれて現在地に移転した。
現在の本堂等は、1975年（昭和50年）に新築したものである。

## 交通アクセス
- 竹ノ塚駅より徒歩18分（経路案内）。